# InMediataMente
InMediataMente è il secondo album in studio del gruppo musicale italiano Jolaurlo, pubblicato nel 2007.

## Descrizione
È stato prodotto, registrato e mixato da Daniele Grasso nel 2007, al The Cave Studio di Catania. Gli arrangiamenti sono di Jolaurlo, i testi di Marzia Stano.

## Tracce
1. Periodo di crisi – 3:48 (testo: Stano – musica: Stano, Masci, R. Pellegrini)
2. Inmediatamente (feat. Cico) – 4:17 (testo: Stano – musica: Stano, Masci, R. Pellegrini)
3. Danza infedele – 3:34 (testo: Stano – musica: Stano, Masci)
4. In movimento – 4:06 (Stano)
5. Poesia inutile – 2:51 (testo: Stano – musica: Stano, De Sanctis)
6. Maria Tv – 4:30 (testo: Stano – musica: Stano, R. Pellegrini)
7. Maggio – 4:33 (testo: Stano – musica: Stano, De Sanctis)
8. Non ho più voglia – 5:10 (Stano)
9. Parte SX – 2:50 (Stano)
10. Finirà (feat. Cico) – 7:20 (testo: Stano – musica: Stano, R. Pellegrini, F. Pellegrini) – contiene la traccia fantasma Mind the gap

Durata totale: 42:59

## Crediti

### Formazione
- Marzia Stano - voce, synth
- Rossella Pellegrini - chitarra elettrica, rumori
- Gianni Masci - chitarra elettrica, batteria nella ghost track del brano n. 10
- Bruno De Sanctis - basso elettrico
- Leonida Maria - synth, drum machine
- Salvatore Nobile - batteria nei brani n. 4 e 8

### Altri musicisti
- Paolo Di Filippo - batteria nei brani n. 1 - 3, 5 - 7, 9, 10)
- Cico - nei brani n. 2 e 10